# Duyun
Duyun è una città della provincia cinese di Guizhou con circa 100 000 abitanti.
Si trova in un'area montuosa della provincia ed è capoluogo della Prefettura autonoma buyei e miao di Qiannan.
Duyun è un distretto carbonifero, con inoltre diverse acciaierie e industrie chimiche.